# بالدوين (فلوريدا)
بالدوين (بالإنجليزية: Baldwin)‏ هي مدينة أمريكية تقع في ولاية فلوريدا. تبلغ مساحة هذه المدينة 5.5 (كم²)،ويبلغ عدد سكانها 1634 نسمة حسب إحصاء سنة 2010 م 1634.تشير إحصاءات سنة 2000م بأن الكثافة السكانية في هذه المدينة تقدر بـ(297.1) نسمة/كم2 